# Wohlen, Aargau
Wohlen är en ort och kommun i distriktet Bremgarten i kantonen Aargau i Schweiz. Kommunen har 17 481 invånare (2023).
Floden Bünz flyter genom Wohlen. I kommunen ligger även orten Anglikon.
En majoritet (81,1 %) av invånarna är tyskspråkiga (2014). En italienskspråkig minoritet på 5,3 % lever i kommunen. 48,0 % är katoliker, 14,6 % är reformert kristna och 37,4 % tillhör en annan trosinriktning eller saknar en religiös tillhörighet (2014).